# Tachina fallax
Tachina fallax là một loài ruồi trong họ Tachinidae.